# Förslövs distrikt
Förslövs distrikt är ett distrikt i Båstads kommun och Skåne län. 
Distriktet ligger vid kusten, sydväst om Båstad.

## Tidigare administrativ tillhörighet
Distriktet inrättades 2016 och utgörs av socknen Förslöv i Båstads kommun.
Området motsvarar den omfattning Förslövs församling hade 1999/2000.